# Marthella
- Commons
- Wikispecies

Marthella é um género botânico pertencente à família Burmanniaceae.
1. ↑  «Marthella — World Flora Online». www.worldfloraonline.org. Consultado em 19 de agosto de 2020